# Inmundo (álbum)
Inmundo es el tercer álbum de estudio de la banda de rock Carajo. Fue grabado entre octubre de 2006 y abril de 2007, en los Estudios Panda y Estudios Botafogo por Claudio Romandini. Fue producido por Alejandro Vázquez y masterizado en Los Ángeles por Tom Baker.
El disco cuenta con 12 temas que muestran una variedad mucho más grande en comparación con los discos anteriores. El corte difusión fue "Chico granada", cuyo videoclip fue dirigido por los Hermanos Dawidson. Los siguientes cortes fueron: "El que ama lo que hace", "Joder", "Carne" y "Acorazados".

## Canciones
1. In (0:26)
2. Histeria, TV, Canción De Moda (4:30)
3. Chico Granada (3:34)
4. Inocencia Perdida (3:50)
5. Alma Y Fuego (4:25)
6. Acorazados (4:10)
7. El Que Ama Lo Que Hace (3:42)
8. Joder (3:44)
9. Una Oportunidad (3:52)
10. Punk Sin Cresta (3:33)
11. Entre La Fé Y La Razón (3:36)
12. Zion (4:42)
13. Carne (4:32)

- Datos: Q5916714